# Instituto Nacional de Estatística (Portugal)
O Instituto Nacional de Estatística (também conhecido pelo seu acrónimo INE, pronunciado "iné") é o organismo oficial de Portugal responsável por produzir e divulgar informação estatística oficial de qualidade, promovendo a coordenação, o desenvolvimento e a divulgação da actividade estatística nacional. 
O último estudo nacional de recenseamento demográfico, foi realizado por este instituto em todo o país no ano de 2009 e prorrogou-se até 2010, actualmente decorre de Outubro de 2019 até Maio de 2020 o recenseamento agrícola, estando previsto o próximo recenseamento geral da população para o ano de 2021.

## Histórico
Em 1815 surgiu o primeiro organismo oficial de estatística em Portugal, sendo este a Comissão de Estatística e Cadastro do Reino, no âmbito do Ministério da Reino. Porém, o organismo somente veio a tornar-se permanente em 1836, quando foi criado no mesmo ministério a Comissão Permanente de Estatística e Cadastro do Reino.
O actual INE descende da "Direção-Geral de Estatística" (DGE), instituição criada em 1911 em Portugal em substituição a Comissão de Estatística. A DGE foi o primeiro organismo autônomo dedicado à estatística no país e existiu até 23 de maio de 1935, quando foi substituída pelo "Instituto Nacional de Estatística" (INE).
O Instituto Nacional de Estatística está sob a tutela da Presidência do Conselho de Ministros da Ministra de Estado e da Presidência.

## Edifício-sede
O "Edifício do Instituto Nacional de Estatística", localizado na freguesia do Areeiro, em Lisboa, está classificado como Monumento de Interesse Público desde 2013.
Este Edifício, inaugurado em 1935, teve projeto do arquiteto Porfírio Pardal Monteiro e nele colaboraram Henrique Franco, na execução da pintura, Abel Manta, nos vitrais, Leopoldo de Almeida, na escultura, e Roberto Leone, na execução de um vitral para o interior.